# Lavaca (Arkansas)
Lavaca – miasto w Stanach Zjednoczonych, w stanie Arkansas, w hrabstwie Sebastian.